# Schwedische Niederlassungen und Kolonien in Amerika
Die schwedischen Niederlassungen und Kolonien in Amerika bestanden aus einer kleinen Besiedlung im 17. Jahrhundert am Delaware River in Delaware, New Jersey, Pennsylvania und Maryland und zwei Besitzungen in der Karibik während des 18. und 19. Jahrhunderts.
Bis 1809 war Finnland integraler Bestandteil Schwedens und viele Siedler in den schwedischen Kolonien sprachen Finnisch als Muttersprache oder stammten gar aus dem heutigen Finnland. Die Finnen, die nach Amerika kamen, stammten insbesondere aus den entlegenen Regionen Savo und Kainuu, wo Brandrodung für viele die Lebensgrundlage bildete und die Menschen es gewohnt waren, als Pioniere in der Wildnis zu leben.
Die Schweden und Finnen brachten ihre Blockhaus-Bauweise nach Amerika, aus der sich die typischen „Log Cabins“ der Pioniere entwickelten.

## Nordamerika
Die Kolonie Neuschweden (1638–1655) erstreckte sich entlang des Delaware River mit Siedlungen im heutigen Delaware (zum Beispiel New Castle und Wilmington), Pennsylvania (zum Beispiel Philadelphia) und New Jersey (zum Beispiel Bridgeport – vormals New Stockholm und Swedesboro). Die Kolonie wurde von den Niederländern erobert, welche die Anwesenheit schwedischer Siedler in Nordamerika als Bedrohung der Interessen ihrer Kolonie Nieuw Nederland betrachteten.

## Karibik
Im April 1732 landeten schwedische Siedler an der Nordküste der Insel Tobago und gründeten Fort Frederick, gaben die Kolonie aber bereits Anfang Mai wieder auf.
Am 1. Juli 1784 erwarb Schweden gegen Handelsrechte in Göteborg die Insel St. Barthélemy (St. Barts) von Frankreich, welche als „porto franco“ (Freihafen) betrieben wurde. 1877 wurde die Karibikinsel wieder an Frankreich verkauft. Noch heute erinnert der Name der Hauptstadt Gustavia an die schwedische Kolonisation.
Nach den Koalitionskriegen trat Großbritannien Guadeloupe am 3. März 1813 an König Karl XIII. von Schweden und seine Nachkommen ab. Es wurde Grundlage des Guadeloupe Funds. Im Frieden von Paris gab Schweden es 1814 gegen Zahlung von 24 Millionen Franc wieder an Frankreich zurück.